# Торпедные катера типа «Сису»
Торпедные катера типа «Сису» (фин. Moottoritorpedovene Sisu) — финские торпедные катера, служившие в Военно-морских силах Финляндии в годы Второй мировой войны. Всего было построено два таких катера.

## История

### Общее описание
Оба катера были построены на итальянских верфях «Орландо» в Ливорно в 1916 году. Корабли получили имена «Сису» и «Хурья». Финское правительство выкупило эти корабли в 1920 году, а в 1922 году они вошли в состав флота. Они получили прозвище «фонтаны», поскольку при движении на максимальной скорости они оставляли за собой очень много брызг.

### Служба в годы Второй мировой
По итальянской классификации катера назывались MAS-220 («Сису») и MAS-221 («Хурья»), в финской классификации они получили имена MTV-1 и MTV-2 соответственно. Наиболее известным из них стал «Сису», который 1 октября 1941 около Гогланда торпедировал советский тральщик Т-204 «Фугас». В 1942 катер «Сису» был отправлен в воды Ладожского озера для патрулирования.